# Camí de la Creu (pel·lícula)
Camí de la Creu (alemany: Kreuzweg) és una pel·lícula dramàtica alemanya del 2014 dirigida per Dietrich Brüggemann. La pel·lícula es va estrenar a la secció de competició del 64è Festival Internacional de Cinema de Berlín, on va guanyar l'Os de Plata al millor guió. S'ha doblat i subtitulat al català.

## Repartiment
- Lea van Acken com a Maria
- Franziska Weisz com a mare
- Florian Stetter com a Pater Weber
- Lucie Aron com a Bernadette
- Moritz Knapp com a cristià
- Klaus Michael Kamp com a pare
- Georg Wesch com a Thomas
- Birge Schade com a professora d'educació física
- Ramin Yazdani com a Doctor
- Hanns Zischler com a director de funerals